# Lastic, Puy-de-Dôme
Lastic är en kommun i departementet Puy-de-Dôme i regionen Auvergne-Rhône-Alpes i centrala Frankrike. Kommunen ligger i kantonen Bourg-Lastic som tillhör arrondissementet Clermont-Ferrand. År 2022 hade Lastic 99 invånare.

## Befolkningsutveckling
Antalet invånare i kommunen Lastic
| Referens: INSEE |